# Cúbica resolvente

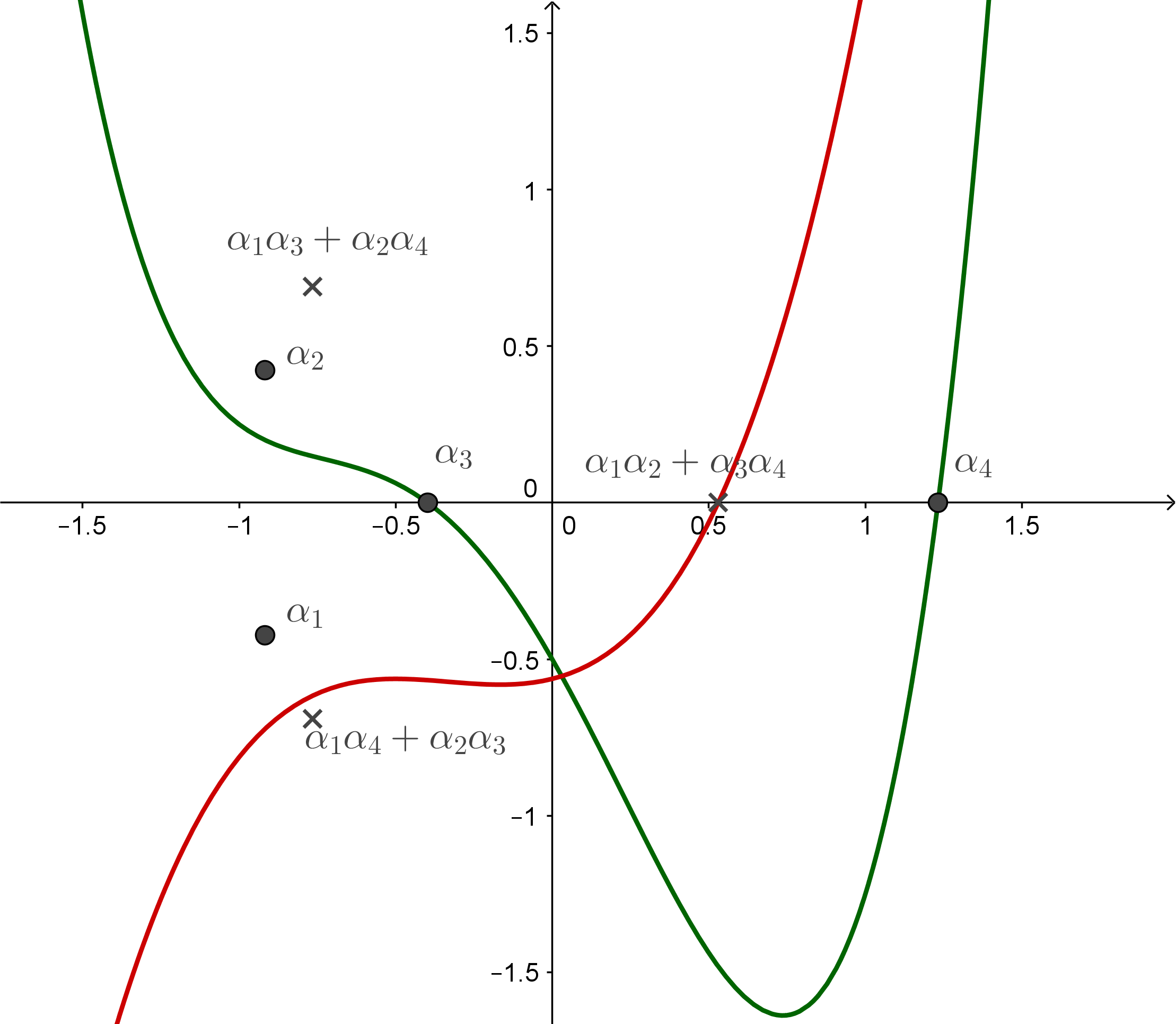
Gráfico de la función polinómica x^{4} + x^{3} – x^{2} – (7/4)x – 1/2 (en verde) junto con el gráfico de su cúbica resolvente R_{4}(y) (en rojo). Las raíces de ambos polinomios también son visibles

En álgebra, una ecuación cúbica resolvente es uno de varios polinomios cúbicos distintos, aunque relacionados, definidos a partir de un polinomio mónico de grado cuatro: 
{\displaystyle P(x)=x^{4}+a_{1}x^{3}+a_{2}x^{2}+a_{3}x+a_{4}}
En cada caso: 
- Los coeficientes de la cúbica resolvente se pueden obtener a partir de los coeficientes de {\displaystyle P(x)} utilizando solo sumas, restas y multiplicaciones.
- Conocer las raíces de la cúbica resolvente de {\displaystyle P(x)} es útil para encontrar las propias raíces de {\displaystyle P(x)}. De ahí el nombre de "cúbica resolvente".
- El polinomio {\displaystyle P(x)} tiene una raíz múltiple si y solo si su cúbica resolvente tiene una raíz múltiple.

## Definiciones
Supóngase que los coeficientes de {\displaystyle P(x)} pertenecen a un cuerpo {\displaystyle k} cuya característica es diferente de dos. En otras palabras, se está trabajando en un campo en el que {\displaystyle 1+1\neq 0}. Siempre que se mencionan las raíces de {\displaystyle P(x)}, pertenecen a alguna extensión {\displaystyle K} de {\displaystyle k} tal que {\displaystyle P(x)} se factoriza en factores lineales en {\displaystyle K[x]}. Si {\displaystyle k} es el conjunto {\displaystyle Q} de números racionales, entonces {\displaystyle K} puede ser el conjunto de números complejos o el de los números reales. 
En algunos casos, el concepto de cúbica resolvente se define solo cuando {\displaystyle P(x)} es una ecuación cuártica en forma reducida, es decir, cuando {\displaystyle a_{1}=0}. 
Téngase en cuenta que las definiciones cuarta y quinta que figuran a continuación también tienen sentido y que la relación entre estas cúbicas resolventes y {\displaystyle P(x)} sigue siendo válida si la característica de {\displaystyle k} es igual a dos. 

### Primera definición
Supóngase que {\displaystyle P(x)} es una ecuación cuártica reducida, es decir, que {\displaystyle a_{1}=0}. Una posible definición de la cúbica resolvente de {\displaystyle P(x)} es:
{\displaystyle R_{1}(y)=8y^{3}+8a_{2}y^{2}+(2{a_{2}}^{2}-8a_{4})y-{a_{3}}^{2}.}
El origen de esta definición radica en aplicar el método de Ferrari para encontrar las raíces de {\displaystyle P(x)}. Para ser más precisos: 
{\displaystyle {\begin{aligned}P(x)=0&\Longleftrightarrow x^{4}+a_{2}x^{2}=-a_{3}x-a_{4}\\&\Longleftrightarrow \left(x^{2}+{\frac {a_{2}}{2}}\right)^{2}=-a_{3}x-a_{4}+{\frac {{a_{2}}^{2}}{4}}.\end{aligned}}}
Agregando una nueva incógnita {\displaystyle y} a {\displaystyle x^{2}+{\frac {a_{2}}{2}}}, se obtiene: 
{\displaystyle {\begin{aligned}\left(x^{2}+{\frac {a_{2}}{2}}+y\right)^{2}&=-a_{3}x-a_{4}+{\frac {{a_{2}}^{2}}{4}}+2x^{2}y+a_{2}y+y^{2}\\&=2yx^{2}-a_{3}x-a_{4}+{\frac {{a_{2}}^{2}}{4}}+a_{2}y+y^{2}.\end{aligned}}}
Si esta expresión es un cuadrado, solo puede ser el cuadrado de 
{\displaystyle {\sqrt {2y}}\,x-{\frac {a_{3}}{2{\sqrt {2y}}}}.}
Pero la igualdad 
{\displaystyle \left({\sqrt {2y}}\,x-{\frac {a_{3}}{2{\sqrt {2y}}}}\right)^{2}=2yx^{2}-a_{3}x-a_{4}+{\frac {{a_{2}}^{2}}{4}}+a_{2}y+y^{2}}
es equivalente a 
{\displaystyle {\frac {{a_{3}}^{2}}{8y}}=-a_{4}+{\frac {{a_{2}}^{2}}{4}}+a_{2}y+y^{2}{\text{,}}}
y esto es lo mismo que la afirmación de que {\displaystyle R_{1}(y)=0}. 
Si {\displaystyle y_{0}} es una raíz de {\displaystyle R_{1}(y)}, entonces es una consecuencia de los cálculos realizados anteriormente para concluir que las raíces de {\displaystyle P(x)} son las raíces del polinomio 
{\displaystyle x^{2}-{\sqrt {2y_{0}}}\,x+{\frac {a_{2}}{2}}+y_{0}+{\frac {a_{3}}{2{\sqrt {2y_{0}}}}}}
junto con las raíces del polinomio 
{\displaystyle x^{2}+{\sqrt {2y_{0}}}\,x+{\frac {a_{2}}{2}}+y_{0}-{\frac {a_{3}}{2{\sqrt {2y_{0}}}}}.}
Por supuesto, esto no tiene sentido si {\displaystyle y_{0}=0}, pero dado que el término constante de {\displaystyle R_{1}(y)} es {\displaystyle a_{4}}, entonces {\displaystyle y_{0}} es una raíz de {\displaystyle R_{1}(y)} si y solo si {\displaystyle a_{1}=0}, y en este caso las raíces de {\displaystyle P(x)} se pueden encontrar usando la fórmula cuadrática. 

### Segunda definición
Otra posible definición (todavía suponiendo que {\displaystyle P(x)} es una ecuación cuártica reducida) es 
{\displaystyle R_{2}(y)=8y^{3}-4a_{2}y^{2}-8a_{4}y+4a_{2}a_{4}-{a_{3}}^{2}}
El origen de esta definición es similar a la anterior. Esta vez, se comienza haciendo: 
{\displaystyle {\begin{aligned}P(x)=0&\Longleftrightarrow x^{4}=-a_{2}x^{2}-a_{3}x-a_{4}\\&\Longleftrightarrow (x^{2}+y)^{2}=-a_{2}x^{2}-a_{3}x-a_{4}+2yx^{2}+y^{2}\end{aligned}}}
y un cálculo similar al anterior muestra que esta última expresión es un cuadrado si y solo si 
{\displaystyle 8y^{3}-4a_{2}y^{2}-8a_{3}y+4a_{2}a_{4}-{a_{3}}^{2}=0{\text{.}}}
Un cálculo simple muestra que 
{\displaystyle R_{2}\left(y+{\frac {a_{2}}{2}}\right)=R_{1}(y).}

### Tercera definición
Otra posible definición (nuevamente, suponiendo que {\displaystyle P(x)} es una ecuación cuártica reducida) es 
{\displaystyle R_{3}(y)=y^{3}+2a_{2}y^{2}+({a_{2}}^{2}-4a_{4})y-{a_{3}}^{2}{\text{.}}}
El origen de esta definición radica en otro método para resolver ecuaciones cuárticas, a saber, el método de Descartes. Si se intenta encontrar las raíces de {\displaystyle P(x)} expresándolas como producto de dos polinomios mónicos cuadráticos {\displaystyle x^{2}+\alpha x+\beta =0} y {\displaystyle x^{2}-\alpha x+\gamma =0}, entonces 
{\displaystyle P(x)=(x^{2}+\alpha x+\beta )(x^{2}-\alpha x+\gamma )\Longleftrightarrow \left\{{\begin{array}{l}\beta +\gamma -\alpha ^{2}=a_{2}\\\alpha (\gamma -\beta )=a_{3}\\\beta \gamma =a_{4}.\end{array}}\right.}
Si hay una solución de este sistema con {\displaystyle \alpha \neq 0} (teniendo en cuenta que la solución del sistema es cierta si {\displaystyle \alpha ^{2}\neq 0}), el sistema anterior es equivalente a 
{\displaystyle \left\{{\begin{array}{l}\beta +\gamma =a_{2}+\alpha ^{2}\\\gamma -\beta ={\frac {a_{3}}{\alpha }}\\\beta \gamma =a_{4}.\end{array}}\right.}
Esto es una consecuencia de las dos primeras ecuaciones, entonces 
{\displaystyle \beta ={\frac {1}{2}}\left(a_{2}+\alpha ^{2}-{\frac {a_{3}}{\alpha }}\right)}
y 
{\displaystyle \gamma ={\frac {1}{2}}\left(a_{2}+\alpha ^{2}+{\frac {a_{3}}{\alpha }}\right).}
Después de reemplazar, en la tercera ecuación, {\displaystyle \beta } y {\displaystyle \gamma } por estos valores se obtiene 
{\displaystyle \left(a_{2}+\alpha ^{2}\right)^{2}-{\frac {{a_{3}}^{2}}{\alpha ^{2}}}=4a_{4}{\text{,}}}
y esto es equivalente a la afirmación de que {\displaystyle \alpha ^{2}} es una raíz de {\displaystyle R_{3}(y)}. Entonces, nuevamente, conocer las raíces de {\displaystyle R_{3}(y)} ayuda a determinar las raíces de {\displaystyle P(x)}. 
Téngase en cuenta que 
{\displaystyle R_{3}(y)=R_{1}\left({\frac {y}{2}}\right){\text{.}}}

### Cuarta definición
Aún es posible otra definición
{\displaystyle R_{4}(y)=y^{3}-a_{2}y^{2}+(a_{1}a_{3}-4a_{4})y+(4a_{2}a_{4}-{a_{1}}^{2}a_{4}-{a_{3}}^{2})}
De hecho, si las raíces de {\displaystyle P(x)} son {\displaystyle \alpha _{1},\alpha _{2},\alpha _{3}} y {\displaystyle \alpha _{4}}, entonces 
{\displaystyle R_{4}(y)={\bigl (}y-(\alpha _{1}\alpha _{2}+\alpha _{3}\alpha _{4}){\bigr )}{\bigl (}y-(\alpha _{1}\alpha _{3}+\alpha _{2}\alpha _{4}){\bigr )}{\bigl (}y-(\alpha _{1}\alpha _{4}+\alpha _{2}\alpha _{3}){\bigr )}{\text{,}}}
Es un hecho deducido de las relaciones de Cardano-Vieta. En otras palabras, {\displaystyle R_{4}(y)} es el polinomio mónico cuyas raíces son {\displaystyle \alpha _{1}\alpha _{2}+\alpha _{3}\alpha _{4}}, {\displaystyle \alpha _{1}\alpha _{3}+\alpha _{2}\alpha _{4}} y {\displaystyle \alpha _{1}\alpha _{4}+\alpha _{2}\alpha _{3}}. 
Es fácil ver esto, dado que 
{\displaystyle \alpha _{1}\alpha _{2}+\alpha _{3}\alpha _{4}-(\alpha _{1}\alpha _{3}+\alpha _{2}\alpha _{4})=(\alpha _{1}-\alpha _{4})(\alpha _{2}-\alpha _{3}){\text{,}}}
{\displaystyle \alpha _{1}\alpha _{3}+\alpha _{2}\alpha _{4}-(\alpha _{1}\alpha _{4}+\alpha _{2}\alpha _{3})=(\alpha _{1}-\alpha _{2})(\alpha _{3}-\alpha _{4}){\text{,}}}
{\displaystyle \alpha _{1}\alpha _{2}+\alpha _{3}\alpha _{4}-(\alpha _{1}\alpha _{4}+\alpha _{2}\alpha _{3})=(\alpha _{1}-\alpha _{3})(\alpha _{2}-\alpha _{4}){\text{.}}}
Por lo tanto, {\displaystyle P(x)} tiene una raíz múltiple si y solo si {\displaystyle R_{4}(y)} tiene una raíz múltiple. Más precisamente, {\displaystyle P(x)} y {\displaystyle R_{4}(y)} tienen el mismo discriminante. 
Se debe tener en cuenta que si {\displaystyle P(x)} es un polinomio reducido, entonces 
{\displaystyle {\begin{aligned}R_{4}(y)&=y^{3}-a_{2}y^{2}-4a_{4}y+(4a_{2}a_{4}-{a_{3}}^{2})\\&=R_{2}\left({\frac {y}{2}}\right)\end{aligned}}}

### Quinta definición
Otra definición más es
{\displaystyle R_{5}(y)=y^{3}-2a_{2}y^{2}+({a_{2}}^{2}+a_{1}a_{3}-4a_{4})y+{a_{3}}^{2}-a_{1}a_{2}a_{3}+{a_{1}}^{2}a_{4}{\text{.}}}
Si las raíces de {\displaystyle P(x)} son {\displaystyle \alpha _{1},\alpha _{2},\alpha _{3}} y {\displaystyle \alpha _{4}}, entonces:
{\displaystyle R_{5}(y)={\bigl (}y-(\alpha _{1}+\alpha _{2})(\alpha _{3}+\alpha _{4}){\bigr )}{\bigl (}y-(\alpha _{1}+\alpha _{3})(\alpha _{2}+\alpha _{4}){\bigr )}{\bigl (}y-(\alpha _{1}+\alpha _{4})(\alpha _{2}+\alpha _{3}){\bigr )}{\text{,}}}
nuevamente como consecuencia de las relaciones de Cardano-Vieta. En otras palabras, {\displaystyle R_{5}(y)} es el polinomio mónico cuyas raíces son {\displaystyle (\alpha _{1}+\alpha _{2})(\alpha _{3}+\alpha _{4})}, {\displaystyle (\alpha _{1}+\alpha _{3})(\alpha _{2}+\alpha _{4})} y {\displaystyle (\alpha _{1}+\alpha _{4})(\alpha _{2}+\alpha _{3})}. 
Es fácil ver esto, pues 
{\displaystyle (\alpha _{1}+\alpha _{2})(\alpha _{3}+\alpha _{4})-(\alpha _{1}+\alpha _{3})(\alpha _{2}+\alpha _{4})=-(\alpha _{1}-\alpha _{4})(\alpha _{2}-\alpha _{3}){\text{,}}}
{\displaystyle (\alpha _{1}+\alpha _{2})(\alpha _{3}+\alpha _{4})-(\alpha _{1}+\alpha _{4})(\alpha _{2}+\alpha _{3})=-(\alpha _{1}-\alpha _{3})(\alpha _{2}-\alpha _{4}){\text{,}}}
{\displaystyle (\alpha _{1}+\alpha _{3})(\alpha _{2}+\alpha _{4})-(\alpha _{1}+\alpha _{4})(\alpha _{2}+\alpha _{3})=-(\alpha _{1}-\alpha _{2})(\alpha _{3}-\alpha _{4}){\text{.}}}
Por lo tanto, como sucede con {\displaystyle R_{4}(y)}, {\displaystyle P(x)} tiene una raíz múltiple si y solo si {\displaystyle R_{5}(y)} tiene una raíz múltiple. Más precisamente, {\displaystyle P(x)} y {\displaystyle R_{5}(y)} tienen el mismo discriminante. Esto también es una consecuencia del hecho de que {\displaystyle R_{5}(y+a_{2})=R_{4}(y)}.
Téngase en cuenta que si {\displaystyle P(x)} es un polinomio cuártico reducido, entonces:
{\displaystyle {\begin{aligned}R_{5}(y)&=y^{3}-2a_{2}y^{2}+({a_{2}}^{2}-4a_{4})y+{a_{3}}^{2}\\&=-R_{3}(-y)\\&=-R_{1}\left(-{\frac {y}{2}}\right){\text{.}}\end{aligned}}}

## Aplicaciones

### Resolución de ecuaciones cuárticas
Se explicó anteriormente cómo pueden usarse {\displaystyle R_{1}(y)}, {\displaystyle R_{2}(y)} y {\displaystyle R_{3}(y)} para encontrar las raíces de {\displaystyle P(x)} si este polinomio está reducido. En el caso general, simplemente se tienen que encontrar las raíces del polinomio reducido {\displaystyle P\left(x-{\frac {a_{1}}{4}}\right)}. Para cada raíz {\displaystyle x_{0}} de este polinomio, {\displaystyle x_{0}-{\frac {a_{1}}{4}}} es una raíz de {\displaystyle P(x)}.

### Factorización de polinomios cuárticos
Si un polinomio cuártico {\displaystyle P(x)} es reducible en {\displaystyle k[x]}, entonces es el producto de dos polinomios cuadráticos o el producto de un polinomio lineal por un polinomio cúbico. Esta segunda posibilidad ocurre si y solo si {\displaystyle P(x)} tiene una raíz en {\displaystyle k}. Para determinar si {\displaystyle P(x)} puede expresarse o no como el producto de dos polinomios cuadráticos, suponiendo, por simplicidad, que {\displaystyle P(x)} es un polinomio reducido. Como se vio anteriormente, si la cúbica resolvente {\displaystyle R_{3}(y)} tiene una raíz no nula de la forma {\displaystyle \alpha ^{2}} para algunos {\displaystyle \alpha \in k}, entonces existe tal descomposición polinómica. 
Esto puede usarse para demostrar que, en {\displaystyle R(x)}, cada polinomio cuártico sin raíces reales puede expresarse como el producto de dos polinomios cuadráticos. Sea {\displaystyle P(x)} tal polinomio, se puede suponer sin pérdida de generalidad que {\displaystyle P(x)} es un polinomio mónico. También se puede suponer sin pérdida de generalidad que es un polinomio reducido, porque {\displaystyle P(x)} puede expresarse como el producto de dos polinomios cuadráticos si y solo si {\displaystyle P\left(x-{\frac {a_{1}}{4}}\right)} puede hacerlo y este polinomio es uno reducido. Entonces {\displaystyle R_{3}(y)=y^{3}+2a_{2}y^{2}+({a_{2}}^{2}-4a_{4})y-{a_{3}}^{2}}. Hay dos casos: 
- Si {\displaystyle a_{3}\neq 0} entonces {\displaystyle R_{3}(0)=-{a_{3}}^{2}>0}. Dado que {\displaystyle R_{3}(y)>0} si {\displaystyle y} es lo suficientemente grande, entonces, según el teorema del valor intermedio, {\displaystyle R_{3}(y)} tiene una raíz {\displaystyle y_{0}} con {\displaystyle y_{0}>0}. Entonces, se puede tomar {\displaystyle \alpha ={\sqrt {y_{0}}}}.
- Si {\displaystyle a_{3}=0}, entonces {\displaystyle R_{3}(y)=y^{3}+2a_{2}y^{2}+({a_{2}}^{2}-4a_{4})y}. Las raíces de este polinomio son cero y las raíces del polinomio cuadrático {\displaystyle y^{2}+2a_{2}y+({a_{2}}^{2}-4a_{4})}. Si {\displaystyle {a_{2}}^{2}-4a_{4}<0}, entonces el producto de las dos raíces de este polinomio es menor que 0 y por lo tanto tiene una raíz mayor que cero (que resulta ser {\displaystyle -a_{2}+{\sqrt {a_{4}}}}) y se puede tomar {\displaystyle \alpha } como la raíz cuadrada de esa raíz. De lo contrario, {\displaystyle {a_{2}}^{2}-4a_{4}\geq 0}, y entonces

{\displaystyle P(x)=\left(x^{2}+{\frac {a_{2}+{\sqrt {{a_{2}}^{2}-4a_{4}}}}{2}}\right)\left(x^{2}+{\frac {a_{2}-{\sqrt {{a_{2}}^{2}-4a_{4}}}}{2}}\right){\text{.}}}
En términos más generales, si {\displaystyle k} es un cuerpo cerrado real, entonces cada polinomio cuártico sin raíces en {\displaystyle k} puede expresarse como el producto de dos polinomios cuadráticos en {\displaystyle k[x]}. De hecho, esta declaración puede expresarse en lógica de primer orden y cualquier declaración que se mantenga para {\displaystyle R(x)} también se cumple para cualquier campo cerrado real. 
Se puede usar un enfoque similar para obtener un algoritmo para determinar si un polinomio cuártico {\displaystyle P(x)\in Q(x)} es reducible y, si es así, cómo expresarlo como un producto de polinomios de menor grado. Nuevamente, supondremos que {\displaystyle P(x)} es mónico y reducido. Entonces {\displaystyle P(x)} es reducible si y solo si se cumple al menos una de las siguientes condiciones: 
- El polinomio {\displaystyle P(x)} tiene una raíz racional (esto se puede determinar utilizando el teorema de la raíz racional).
- La cúbica resolvente {\displaystyle R_{3}(y)} tiene una raíz de la forma {\displaystyle \alpha ^{2}}, para algún número racional no nulo {\displaystyle \alpha } (de nuevo, esto se puede determinar utilizando el teorema de la raíz racional).
- El número {\displaystyle {a_{2}}^{2}-4a_{4}} es el cuadrado de un número racional, y además {\displaystyle a_{3}=0}.

En efecto: 
- Si {\displaystyle P(x)} tiene una raíz racional {\displaystyle r}, entonces {\displaystyle P(x)} es el producto de {\displaystyle x-r} por un polinomio cúbico en {\displaystyle Q[x]}, que puede determinarse por división polinómica o por la regla de Ruffini.
- Si hay un número racional {\displaystyle \alpha \neq 0} tal que {\displaystyle \alpha ^{2}} es una raíz de {\displaystyle R_{3}(y)}, ya se mostró anteriormente cómo expresar {\displaystyle P(x)} como producto de dos polinomios cuadráticos en {\displaystyle Q[x]}.
- Finalmente, si se cumple la tercera condición y si {\displaystyle \delta \in Q} es tal que {\displaystyle \delta ^{2}={a_{2}}^{2}-4a_{4}}, entonces {\displaystyle P(x)=\left(x^{2}+{\frac {a_{2}+\delta }{2}}\right)\left(x^{2}+{\frac {a_{2}-\delta }{2}}\right)}.

### Grupos de Galois de polinomios cuárticos irreducibles
La cúbica resolvente de un polinomio cuártico irreducible {\displaystyle P(x)} puede usarse para determinar su grupo de Galois G; es decir, el grupo de Galois del campo de división de {\displaystyle P(x)}. Sea {\displaystyle n} el grado sobre {\displaystyle k} del campo de división de la cúbica resolvente (puede ser {\displaystyle R_{4}(y)} o {\displaystyle R_{5}(y)}; tienen el mismo campo de división). Entonces, el grupo {\displaystyle G} es un subgrupo del grupo simétrico {\displaystyle S_{4}}. Más precisamente:
- Si {\displaystyle n=1} (es decir, si los factores cúbicos resolventes en factores lineales en {\displaystyle k}), entonces G es el grupo {e, (12)(34), (13)(24), (14)(23)}.
- Si {\displaystyle n=2} (es decir, si la cúbica resolvente tiene una y, salvo multiplicidad, solo una raíz en {\displaystyle k}), entonces, para determinar {\displaystyle G}, se puede determinar si {\displaystyle P(x)} sigue siendo irreducible después de unir al campo {\displaystyle k} las raíces de la cúbica resolvente. De lo contrario, entonces {\displaystyle G} es un grupo cíclico de cuarto orden; más precisamente, es uno de los tres subgrupos cíclicos de {\displaystyle S_{4}} generado por cualquiera de sus seis ciclos cuádruples. Si aún es irreducible, entonces {\displaystyle G} es uno de los tres subgrupos de {\displaystyle S_{4}} de octavo orden, cada uno de los cuales es isomorfo al grupo diédrico de octavo orden.
- Si {\displaystyle n=3}, entonces {\displaystyle G} es el grupo alternante {\displaystyle A_{4}}.
- Si {\displaystyle n=6}, entonces {\displaystyle G} es todo el grupo {\displaystyle S_{4}}.